# Брехт, Джордж
Джордж Брехт настоящее имя — Джордж Макдиармид англ. и нем. George Brecht; 27 августа 1926, Нью-Йорк, США — 5 декабря 2008, Кёльн) — американо-немецкий художник-минималист и композитор, был участником Флуксуса. Известен благодаря event scores (дословно партитура события), таким как для Drip Music (1962). Event scores представляли собой эксцентричные инструкции, которые предлагались для исполнения участникам. Псевдоним взял в честь Бертольта Брехта.

## Биография и творчество
Джордж Брехт (настоящее имя — Джордж Макдиармид) родился 27 августа 1926 в Нью-Йорке, США. Его отец, Эллис Макдиармид, был профессиональным флейтистом, который играл в оркестре Метрополитен-опера и Симфоническом оркестре NBC. После смерти отца, когда Брехту было восемь лет, он переехал с матерью в Атлантик-Сити, Нью-Джерси.
Он был призван на военную службу в 1943. После войны Брехт изучал химию в Philadelphia College of Pharmacy & Science, закончил обучение и женился на своей первой жене Марселин в 1951. После непродолжительной работы в Charles Pfizer & Co в качестве инспектора контроля качества, он получил должность химика в Johnson & Johnson в 1953. В течение следующего десятилетия он зарегистрировал 5 патентов и 2 совместных патента. Его единственный сын Эрик родился в Нью-Джерси в 1953.

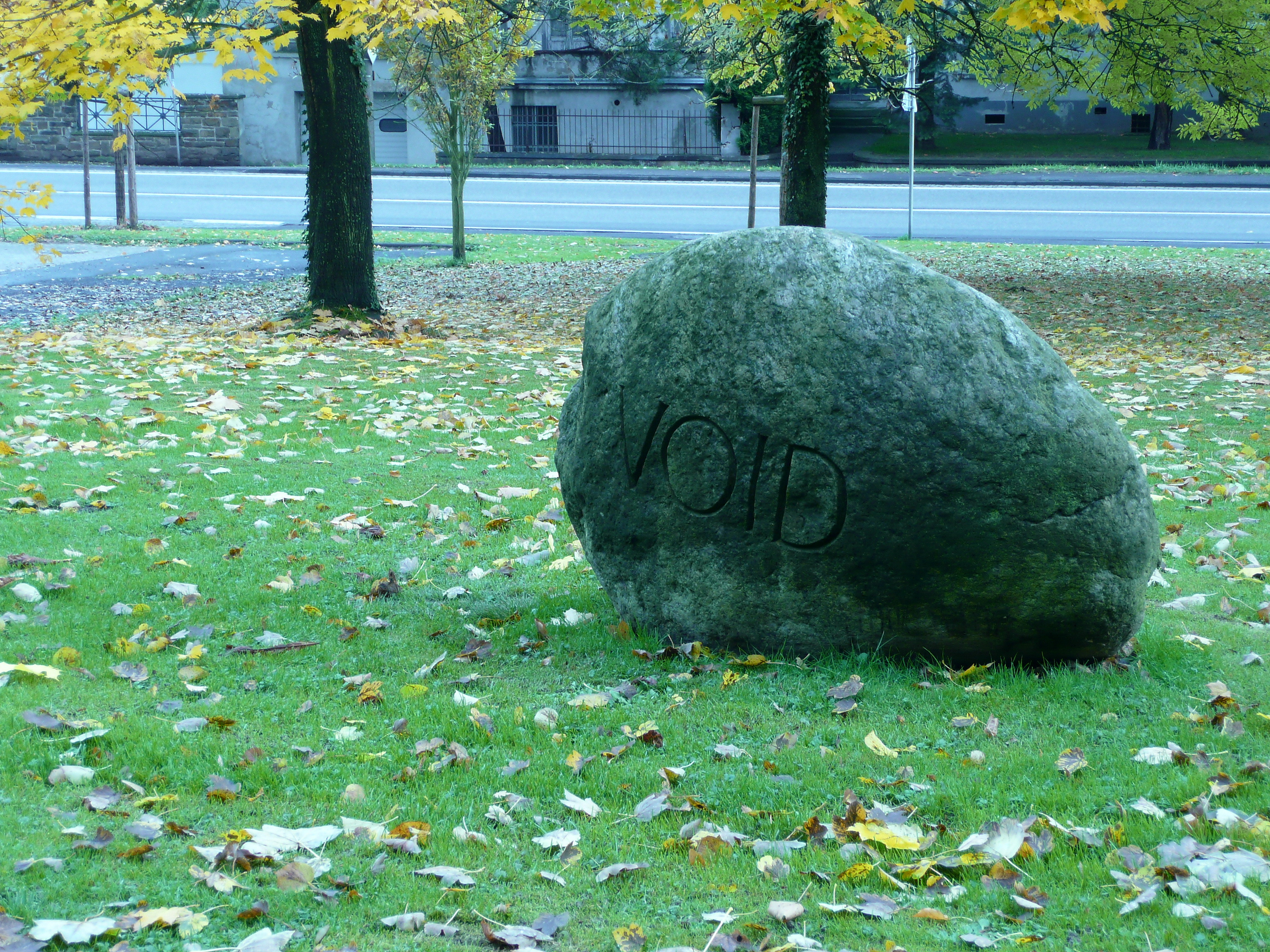
Void Stone, 1987, Arp-Museum, Rolandseck

Продолжая работать химиком, Брехт все сильнее увлекался искусством, затрагивающим тему случайности. Под влиянием Джексона Поллока и Роберта Раушенберга (выставка Раушенберга «Growing Painting», 1954, произвела на Брехта очень сильное впечатление) он начал формулировать идеи о «chance method schemes», которые были изданы в виде буклета Chance Imagery (1957/66). Эта работа была «систематическим изучением роли случайности в двадцатом столетии в области науки и авангардного искусства», открывала интерес Брехта к дадаизму и сюрреализму, к аспектам работы Марселя Дюшана, которого он считал воплощением художника-исследователя.
В 1957 Брехт познакомился с художником Робертом Уоттсом (Robert Watts), после того как увидел его работы в Douglass College, Ruthers University, где Уоттс преподавал. Это знакомство привело к регулярным встречам раз в неделю на протяжении ряда лет в кафе между университетом и лабораторией Брехта. Коллега Уоттса, Аллан Капроу также регулярно посещал эти неформальные встречи. Эти дискуссии привели к организации Yam Festival, 1962-63, а также к тому, что Брехт и Капроу начали посещать класс Джона Кейджа в Новой школе социальных исследований в Нью-Йорке.
Брехт посещал класс Кейджа с 1958 по 1959. В это время он придумал Event Scores, которые стали центральным элементом Флуксуса. Как правило, Event Scores — простые инструкции с заданиями, которые могут быть исполнены публично, в частном порядке, или совсем не выполняться. Эти идеи будут взяты и развиты La Monte Young, Йоко Оно и другими художниками-авангардистами, прошедшими через класс Кейджа.
Одна из самых известных работ Брехта — Drip Music (1962).
Брехт уехал из Нью-Йорка в Рим в апреле 1965; оттуда переехал во Францию, а в 1968 — в Лондон. С 1972 жил в Кёльне, где умер в декабре 2008.

## Акции и перформансы
| - SPANISH CARD PIECE FOR OBJECTS (1959—1960) - COMB MUSIC (COMB EVENT) (1959—1962) - CANDLE PIECE FOR RADIOS (1960) - CARD PIECE FOR VOICE (1960) - MOTOR VEHICLE SUNDOWN (1960) - TIME-TABLE EVENT (1961) - WORD EVENT (1961) - CHAIR EVENT (1961) - INCIDENTAL MUSIC (1961) - TEA EVENT (1961) - TWO DURATIONS (1961) - TWO ELIMINATION EVENTS (1961) - TWO EXERCISES (1961) - TWO VEHICLE EVENTS (1961) - THREE AQUEOUS EVENTS (1961) | - THREE GAP EVENTS (1961) - THREE TELEPHONE EVENTS (1961) - THREE LAMP EVENTS (1961) - THREE WINDOW EVENTS (1961) - THREE BROOM EVENTS (1961) - THREE YELLOW EVENTS (1961) - DIRECTION (1961) - INSTRUCTION (1961) - MALLARD MILK (1961) - NO SMOKING EVENT (1961) - FIVE EVENTS (1961) - DRIP MUSIC (1962) - KEYHOLE EVENT (1962) - PIANO PIECE (1962) - ORGAN PIECE (1962) - SOLO FOR WIND INSTRUMENT (1962) | - FLUTE SOLO (1962) - SAXOPHONE SOLO (1962) - SOLO FOR VIOLIN, VIOLA OR CONTRABAS (1962) - STRING QUARTET (1962) - DANCE MUSIC (1962) - CONCERT FOR CLARINET (1962) - CONCERTO FOR ORCHESTRA (1962) - ENTRANCE-EXIT (1962) - SYMPHONY No.1 (1962) - SYMPHONY No.2 (1962) - SYMPHONY No.3 (1964) - OCTET FOR WINDS (1964) - FOR A DRUMMER (1966) - EVENT SCORE (1966) - SYMPHONY No.5 (1966) - SYMPHONY No.6 (1966) |